# Wzmacniacz mikrofonowy
Wzmacniacz mikrofonowy lub przedwzmacniacz mikrofonowy (ang. microphone preamplifier) – wzmacniacz przeznaczony do współpracy z mikrofonem. Oba określenia mogą dotyczyć wzmacniacza zintegrowanego z mikrofonem ("przymikrofonowego") lub też odrębnego urządzenia toru elektroakustycznego, umieszczonego we własnej obudowie z zasilaczem i zestawem gniazd przyłączeniowych. Głównym zadaniem wzmacniacza mikrofonowego jest dopasowanie rezystancji i czułości wejściowej do wymagań elektrycznych mikrofonu, stanowiącego źródło sygnału elektroakustycznego.